# Gejdar Alijev
Gejdar Alijev (azerbajdzjanska: Heydər Əliyev, ryska: Гейдар Алиев), med nutida svensk transkribering Heydär Äliyev, född 10 maj 1923 i exklaven Nachitjevan i Azerbajdzjanska SSR i Sovjetunionen, död 12 december 2003 i Cleveland, USA, var en sovjetisk och sedermera azerbajdzjansk politiker. Han var Azerbajdzjans president från 1993 till sin död 2003.
Gejdar Alijev blev folkkommissarie för inrikes ärenden i Nachitjevans ASSR 1941, för att 1944 börja arbeta för NKVD. Han fortsatte inom säkerhetspolisen till 1969, när han med generallöjtnants grad övergick till att bli förstesekreterare i Azerbajdzjans kommunistparti. I december 1982 utsågs han till kandidatmedlem i Sovjetunionens kommunistiska partis politbyrå, landets mäktigaste organ. Samtidigt utsågs han till vice premiärminister i Sovjetunionen. Senare blev han även utsedd till vicepresident i landet.
Gejdar Alijev lämnade kommunistpartiet i juli 1991. Innan han två år senare tog över presidentposten i Azerbajdzjan fungerade han som talman i parlamentet i Nachitjevan.
När Gejdar Alijev år 2003 befann sig i USA för sjukhusvård avled han, den 12 december. Han efterträddes på presidentposten av sin son Ilham Aliyev.